# EXノベルズ
EXノベルズ (EX NOVELS) は、スクウェア・エニックス（旧エニックス）が2000年12月から2005年1月まで刊行していたホラー・ファンタジー系小説作品を中心とするノベルズレーベル。
本項では、姉妹レーベルに当たるGファンタジーノベルズを始めとする同社の各種レーベルについても解説する。

## EXノベルズ
レーベル名の「EX」は旧社名「ENIX」の略であるが（SQEX参照）、2003年の旧スクウェアとの合併に伴う社名変更後も引き続き使用された。
田中芳樹・久美沙織らベテラン勢の新作を中心に毎月1-3タイトルの書き下ろし作品が刊行されていたが、2004年よりスクウェア・エニックス小説大賞の募集が開始されたことに伴い2005年1月に休刊。同年4月よりライトノベル色の強いスクウェア・エニックス・ノベルズ (SEN) が後継レーベルとして創刊したものの、刊行ペースは同賞の受賞作品（佳作以上）のみ年2-3冊と大幅にダウンした。SENは2009年に再度リニューアルを実施し、現在はガンガンノベルズ (GN) となっている。
なお、EXノベルズで刊行された作品の一部は2006年以降、GA文庫（ソフトバンククリエイティブ）他のレーベルで再録されている。

### 主な作品
- 伊奘冉 -イザナミ-（西谷史）
- 穢土（樹川さとみ）
- 肩越しの空天上の光（菅野彰）
- クリスマスローズXXXX（蕪木統文）
- 黒真珠の瞳 凶眼リューク（草上仁）
- ここは魔法少年育成センター（久美沙織）
- こんびに さんご軒へようこそ -なつやすみの奇跡-（あらいりゅうじ）
- 灼熱の竜騎兵（田中芳樹）
  - ゴールデン・グリフォン（青木基行）
  - ハイ・ムーン 銀月の嵐（羅門祐人）
  - ブルー・ストリーム（篠崎砂美）
  - レインボウ・プラネット（小川一水）
- 夏の鬼　その他の鬼（早見裕司）
  - 夏の鬼　その他の鬼 - マンガ図書館Z（外部リンク）
- 少女武侠伝 野良猫オン・ザ・ラン（早見裕司）
- 真世の王（妹尾ゆふ子）
- 新デモンズサモナー 幻影の祭歌（中里融司）
- 星遊記（川又千秋）
- 世界で一番優しい機械 -Soft machine-（榊一郎）
- タイタニア（田中芳樹）
- ドラゴンプラネット（夏緑）
- NEO忍者伝 シークレット×ヴァーサス（嶋田純子）
- ねこだらけ物語（一条理希）
- プロジェクト花咲く乙女（麻城ゆう）
- 星誘いの娘（篠崎砂美）
- 魔法の迷い道（ひかわ玲子）
- 幻の将軍（河原よしえ）
- 闇の守り手（竹河聖）
- ルナティック・ドリーマー（桜庭一樹）
- ロールプレイングワールド（竹内真流太）
- 輪舞曲都市 Ronde‐City（梅村崇）
- わたしたちは天使なのよ! 放課後のファンタジスタ（久美沙織）

## Gファンタジーノベルズ
1998年から2013年まで刊行。表題の通り月刊Gファンタジー編集部が担当しており「最遊記」や「超獣伝説ゲシュタルト」などの同誌連載作品や「ペルソナ2」「エクソダスギルティー」などのコンピュータゲームを原作とするノベライズ作品が中心だが、少数ながらオリジナル作品も刊行された。
また、珍しいケースとして「E'S」（結賀さとる）は漫画家本人が執筆している。

## その他のレーベル
以下はジャンルによって分類されている。

### DRAGON QUEST NOVELS
「ドラゴンクエストシリーズ」専用のレーベル。ノベライズ作品や当初は外伝として書かれたが後に正伝となった「精霊ルビス伝説」（久美沙織）までタイトルも多く、過去にハードカバーで刊行されたタイトルも新書版で復刻されている。
「ドラゴンクエストVII エデンの戦士たち」（土門弘幸）以降のノベライズ作品はGame Novelsに統合された。

### Comic Novels
『月刊少年ガンガン』連載作品のノベライズ。「まもって守護月天!」「TWIN SIGNAL」「里見☆八犬伝」「東京アンダーグラウンド」「鋼の錬金術師」「ながされて藍蘭島」など。

### Gangan WING Novels
『月刊ガンガンWING』で2000年から2002年まで募集された『ガンガンWING小説大賞「活字やろうぜ。」』入選作品。エニックスお家騒動の影響で賞が中止されたうえ、第5回まで開催された中で入選作は第1回の「夢見が丘」（横井哲正）しか存在しないため、レーベルもこの1冊のみとなっている。

### Game Novels
コンピュータゲームのノベライズ。「ファイナルファンタジーシリーズ」のノベライズ作品もこのレーベルより刊行されるが、ファミ通文庫（エンターブレイン）で刊行されているシリーズも有るためか点数は多くない。
「スターオーシャンシリーズ」や「ヴァルキリープロファイル」「FRONT MISSION4」などの自社作品だけでなく「ファイアーエムブレム トラキア776」（任天堂）・「レガイア伝説」「アークザラッド」（以上、ソニー・コンピュータエンタテインメント）・「AS〜エンジェリックセレナーデ」「蒼い海のトリスティア」（以上、工画堂スタジオ）・「ToHeart2」（アクアプラス）など他社のタイトルも多数刊行されている。
変わったところでは「鋼の錬金術師」のゲーム用シナリオをノベライズした作品がこのレーベルに分類されている。

### Visual Novels
2006年刊行の「ヴァルキリープロファイル2 シルメリア」（梅村崇）のみで用いられている分類。

### Asian Fantasy Novels
1999年刊行の「聖白虎伝 The last Asian hero」（白竜：著、寺尾多美恵：訳）のみで用いられた分類。